# Zhang Lin (Leichtathlet)
Zhang Lin (chinesisch 張 琳 / 张 琳, Pinyin Zhāng Lín; * 11. November 1993) ist ein chinesischer Geher.

## Werdegang
Am 22. April 2011 nahm er in Taicang Wettbewerb über 20 km Gehen teil und beendete diesen in einer Zeit von 1:28:39 h auf dem 16. Platz. Darauf folgte am 16. September 2011 der Wettbewerb über 20 km Gehen beim Baoji Chinese Race Walking Juniors und einem 21. Platz mit einer Zeit von 1:29:34 h.
Im Jahr 2012 nahm Lin am Wettbewerb des Huaian (U20) in Huaian über 20 km Gehen teil. Das Ziel erreichte er in einer Zeit von 1:30:30 h und dem 29. Platz. Am 13. September 2012 folgte der Wettbewerb über 20 km Gehen in Erdos und er erreichte den 12. Platz in seiner persönlichen Bestzeit von 1:28:39 h. Über die Distanz von 30 km Gehen nahm er am 15. September 2012 in Erdos teil und belegte den 7. Platz in seiner persönlichen Bestzeit von 2:17:25 h.
Für das Jahr 2013 sind zwei Wettkämpfe aufgezeichnet worden. Am 11. Mai 2013 in Shenyang über 20 km Gehen mit einem 12. Platz in einer Zeit von 1:29:40 h und im 50-km-Gehen in Changbaishan mit einem 3. Platz in einer Zeit von 4:07:28 h. Im Jahr 2014 absolvierte er die Wettbewerbe am 13. September 2014 über 20 km Gehen in Changbaishan mit einem 8. Platz in einer Zeit von 1:28:41 h, am 3. Mai 2014 beim IAAF World Race Walking Cup in Taicang im 50-km-Gehen mit einem 5. Platz und einer Zeit von 3:48:49 h, sowie am 1. Oktober 2014 bei den Incheon Asian Games in Icheon im 50-km-Gehen mit einem 6. Platz und einer Zeit von 4:08:05 h.
Im Wettkampfjahr 2015 lief Lin am 8. Februar 2015 über 10 km Gehen in Genua auf den 4. Platz in seiner persönlichen Bestzeit von 40:36:84 min. Weitere Wettbewerbe absolvierte er am 21. März 2015 in Beijing im 50-km-Gehen auf dem 2. Platz in einer Zeit von 3:47:11 h und bei den Leichtathletik-Weltmeisterschaften 2015 in Peking wurde er im 50-km-Gehen mit seiner persönlichen Bestzeit von 3:44:39 h Sechster.
Am 24. April 2016 startete er in Lomello beim 5000 m Gehen Wettbewerb und erreichte den 3. Platz mit einer Zeit von 20:54:00 min was seine persönliche Bestzeit über diese Distanz darstellt. Im 50-km-Gehen nahm er in Huangshan am 6. März 2016 (7. Platz in 3:48:23 h), in Rom bei der IAAF Mannschafts-WM am 8. Mai 2016 (31. Platz in 4:19:43 h) und in Huhehaote am 10. September 2016 (5. Platz in 4:01:37 h) teil.

### Dopingsperre
Wegen Dopings wurde er bis 3. Dezember 2027 gesperrt.

## Persönliche Bestzeiten
- 5000 m Gehen: 20:54,00 min, 24. April 2016, Lomello
- 10 km Gehen: 40:36,84 min, 8. Februar 2015, Genua
- 20 km Gehen: 1:28:39 h, 13. September 2012 Erdos
- 30 km Gehen: 2:17:25 h, 15. September 2012 Erdos
- 50 km Gehen: 3:44:39 h, 29. August 2015 Beijing, Nationalstadion